# Antigues naus de Can Montané
Les Antigues naus de Can Montané és una obra d'Olesa de Montserrat (Baix Llobregat) protegida com a Bé Cultural d'Interès Local.

## Descripció
Es tracta d'una nau de maó vist, molt representativa de l'arquitectura fabril de l'època. Ha conservat íntegrament l'estructura i volumetria originals. És una nau rectangular de planta baixa i coberta a dues vessants. Les façanes representen un ritme regular de grans obertures en forma de finestrals emmarcats entre pilastres. Hi ha un basament al llarg de tota la façana del carrer Calvari. A la façana interior, les obertures han estat modificades de manera que n'han tapiat una part i han deixat una petita finestra horitzontal a la part superior. La part baixa està arrebossada. La fusteria és d'alumini.

## Història
La fàbrica tèxtil de cal Muntané es va fundar l'any 1921 amb el nom Montané i Cia. L'any 1923 canvià el nom i passà a anomenar-se "Juan Montané Font", nom que va perdurar fins 1933, quan passà a denominar-se "J. Montané Font S.L.". Durant la Guerra Civil (1936-1939) es va dedicar a produir armament i tornà a recuperar el seu ús original el 1940, fins que el 1963 va deixar de funcionar definitivament en instal·lar-s'hi la fàbrica de galetes Rochina, que va tancar l'any 1980. Més endavant la nau ha tornat a estar ocupada pel sector del tèxtil.